# Sajf ad-Din Szukri Muhammad Mahmud
Sajf ad-Din Szukri Muhammad Mahmud (arab. سيف الدين شكري محمد محمود; ur. 12 sierpnia 2001) – egipski zapaśnik walczący w stylu wolnym. Srebrny medalista mistrzostw Afryki w 2020 i 2023; brązowy w 2019. Mistrz Afryki juniorów w 2019 roku.